# Minigolf
Pour les articles homonymes, voir minigolf (homonymie).
 (août 2013).
Si vous disposez d'ouvrages ou d'articles de référence ou si vous connaissez des sites web de qualité traitant du thème abordé ici, merci de compléter l'article en donnant les références utiles à sa vérifiabilité et en les liant à la section « Notes et références ».
Le minigolf (ou mini-golf), également appelé golf miniature, ou mini-putt au Québec, est une version miniature du jeu de golf. Comme le golf, le mini-golf est un sport de précision se jouant en plein air ou en intérieur, qui consiste à envoyer une balle dans un trou à l'aide d'un club appelé putter. Le mini-golf se joue sur un parcours beaucoup plus court que celui du golf, chaque trou mesurant environ un mètre de large et de 3 à 15 mètres de long avec des obstacles.

## Étymologie et usage
Tandis que l'organisation sportive internationale, la World Minigolf Sport Federation (WMF) préfère utiliser le terme « minigolf », le public en général attribue d'autres noms selon le pays d'origine : golf miniature, mini-golf, mini-putt, goofy golf, golf extreme, golf d'aventure, putting, etc. Le nom Putt-putt est la marque déposée d'une société américaine qui construit et franchise des terrains de golf miniatures et des Centres de loisirs familiaux. Le terme « Minigolf » était autrefois une marque déposée d'une société suisse qui a construit son propre type de cours de minigolf breveté. Ce jeu se joue sur des pistes d'environ 1 mètre de large et 6-15 mètres de long avec des obstacles.

## Histoire

### Genèse du jeu

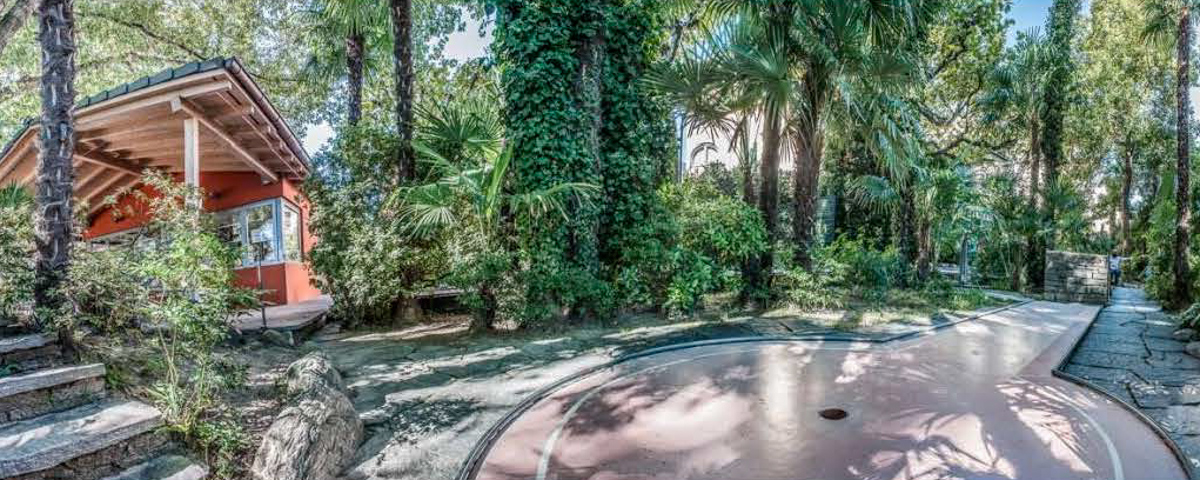
Le premier parcours de minigolf selon les normes de Paul Bongni, inauguré le 19 mars 1954.

Créée en 1867 à Saint-Andrews le mini-golf était destiné aux femmes pour s'essayer au golf, à l'époque le parcours n'était autorisé qu'aux hommes.
Les minigolfs en forme géométrique fait de matériaux artificiels (tel que la moquette) ont commencé à apparaître au début du 20e siècle. Le plus vieux document faisant mention d'un tel parcours date du 8 juin 1912 du magazine britannique The Illustrated London News, qui présente un parcours de minigolf appelé Gofstacle.

### Minigolf international
En 1963, le minigolf se dote d'une fédération internationale, la World Minigolf Sport Federation (WMF), fondée par la Suède, Danemark, Suisse, les Pays-Bas et l'Allemagne. La discipline est un sport de démonstration lors des Jeux mondiaux de 1982 à Karlsruhe, Allemagne.

## Le jeu
Il y a différents types de parcours de minigolf. Aux États-Unis et au Royaume-Uni les parcours de minigolf utilisent typiquement des conceptions semblables comme les greens (zones de putting) de golf, ayant curieusement une forme de zone de putting (fait de feutre plutôt qu'en herbe) et des obstacles faits de pierre et de sable. Beaucoup de parcours de minigolf dans ces pays incluent aussi des obstacles fantaisistes comme des moulins à vent, des dinosaures et à peu près quoi que ce soit d'imaginable, d'où le terme du Royaume-Uni : crazy golf.

## Les règles
Le parcours varie le plus souvent entre 9 et 18 pistes.
Le but du jeu est de rentrer la balle en effectuant le minimum de coups.
Sur chaque piste, un maximum de 7 coups est possible.
Si la balle ne se trouve pas dans le trou au 6e coup, alors l'on note 7 coups.
Si un obstacle n'est pas passé après 3 coups, la balle est placée après l'obstacle et l'on compte 4 coups et l'on poursuit le jeu sur cette piste (ce qui n'est pas admis dans les tournois ni les compétitions).
Si la balle se trouve trop près du bord ou trop près d'un obstacle, on la ramène sur la ligne de délimitation de la piste.
Tout joueur déstabilisant un autre joueur est automatiquement pénalisé de deux points.
Si la balle quitte la piste on remet la balle a un fer de golf du point du sortie en plus d'un coup supplémentaire. 

## Les types de pistes
- Béton : une piste a 12 m de long (100 Bongni), une version plus petite existe (80 % Bongni)
- Eternit/T-5000 : une piste construite en Eternit ou en béton a 6,25 m de long
- Feutre : une piste avec un revêtement de feutre, avec des obstacles en bois, a jusqu'à 15 m de long. Le parcours se fait dans un choix de 30 pistes.

## Minigolf de loisir
En France ainsi que dans plusieurs autres pays, des parcours de minigolf sont fréquents près des campings et des lieux de vacances. Ils ne sont souvent ouverts que pendant les périodes estivales. Leur qualité est très variable.
Le plus grand mini-golf (loisir) d'Europe se trouve en France. Il se situe dans un hôtel 4 étoiles (le Stelsia) situé en Lot-et-Garonne.
Des mini-golfs permettent d'organiser des compétitions du niveau national au niveau départemental grâce à la Fédération française de minigolf.